# Some Great Reward
Some Great Reward – czwarty album studyjny zespołu Depeche Mode wydany 24 września 1984 przez Mute Records. Znalazły się na nim piosenki skomponowane przez Martina Gore'a i Alana Wildera, m.in. „People Are People”, „Somebody” i „Master and Servant”.

## Lista utworów
| Nr | Tytuł utworu          | Długość |
| -- | --------------------- | ------- |
| 1. | „Something to Do”     | 3:46    |
| 2. | „Lie to Me”           | 5:03    |
| 3. | „People Are People”   | 3:51    |
| 4. | „It Doesn't Matter”   | 4:43    |
| 5. | „Stories of Old”      | 3:12    |
| 6. | „Somebody”            | 4:27    |
| 7. | „Master and Servant”  | 4:12    |
| 8. | „If You Want”         | 4:40    |
| 9. | „Blasphemous Rumours” | 6:21    |
|    |                       | 40:15   |

- Utwór „If You Want” napisał Alan Wilder, autorem pozostałych jest Martin Gore.

## Reedycja
CD1Album
CD2Bonusowe Utwory (DTS 5.1, Dolby Digital 5.1, PCM Stereo)
| Nr | Tytuł utworu                                            | Długość |
| -- | ------------------------------------------------------- | ------- |
| 1. | „If You Want” (Live In Basel, 30 November 1984)         | 5:16    |
| 2. | „People Are People” (Live In Basel, 30 November 1984)   | 4:21    |
| 3. | „Somebody” (Live In Basel, 30 November 1984)            | 4:29    |
| 4. | „Blasphemous Rumours” (Live In Basel, 30 November 1984) | 5:30    |
| 5. | „Master and Servant” (Live In Basel, 30 November 1984)  | 5:38    |
|    |                                                         | 25:14   |

Bonusowe Utwory (PCM Stereo):
| Nr | Tytuł utworu                | Długość |
| -- | --------------------------- | ------- |
| 1. | „In Your Memory”            | 4:00    |
| 2. | „Set Me Free Remotivate Me” | 4:16    |
| 3. | „Somebody” (Remix)          | 4:19    |
|    |                             | 12:35   |

Materiał Wideo:
| Nr | Tytuł utworu                                                                  | Długość |
| -- | ----------------------------------------------------------------------------- | ------- |
| 1. | „Depeche Mode 84” (You Can Get Away With Anything If You Give It A Good Tune) | 31:00   |

- Wszystkie utwory napisał Martin Gore, zaś „If You Want” oraz „In Your Memory” napisał Alan Wilder.

## Twórcy albumu
- Andrew Fletcher – syntezator, zarządzanie, sampler, chórki, produkcja
- David Gahan – wokale główne (oprócz „It Doesn't Matter” i „Somebody”), sampler, chórki („It Doesn't Matter”), produkcja
- Martin Gore – syntezator, chórki, wokal drugoplanowy („Something to Do” oraz „People Are People”), wokale główne („It Doesn't Matter” i „Somebody”), produkcja
- Alan Wilder – syntezator, fortepian („Somebody”), automat perkusyjny, chórki, produkcja, miksowanie

- Produkcja: Depeche Mode, Daniel Miller i Gareth Jones
- Wytwórnia: Mute